# Château Wilhelmshöhe
Le château Wilhelmshöhe est un château situé à Cassel ((en allemand : Kassel) en Allemagne.

## Situation
Il se trouve au bas du parc Wilhelmshöhe, le plus grand de la ville, inscrit au patrimoine mondial de l'UNESCO depuis 2013.
Il s'élève dans la partie inférieure du parc Wilhelmshöhe, à l'extrémité ouest de l'avenue Wilhelmshöher, qui forme un axe est-ouest, poursuivi au centre du parc jusqu'à la statue d'Hercule qui domine l'ensemble à l'ouest.

## Histoire

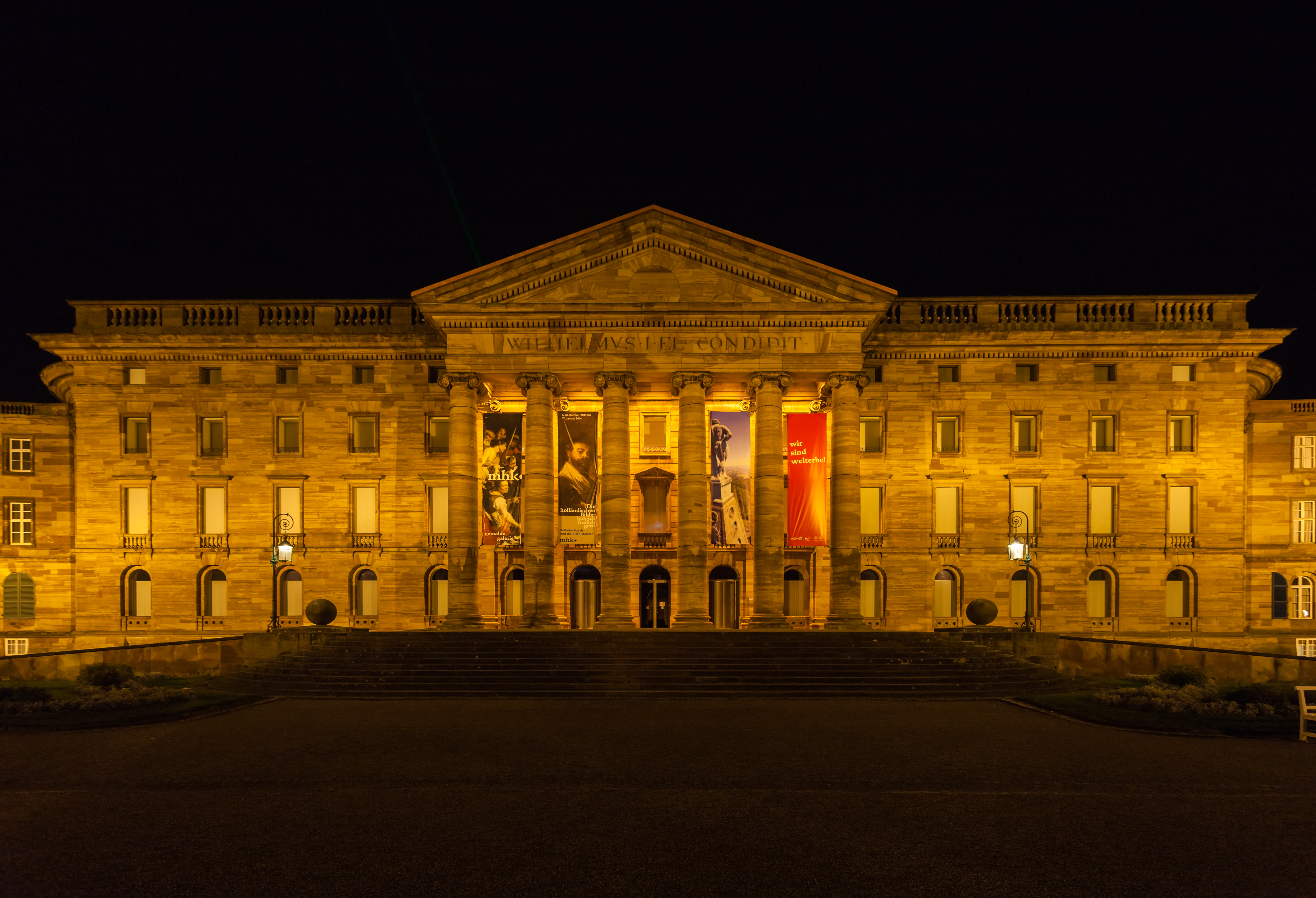
Vue de nuit.

Le château actuel est construit entre 1786 et 1798 selon les plans de l'architecte Louis Simon du Ry pour les deux ailes latérales et Heinrich Christoph Jussow pour le corps central. Il est réalisé pour le compte du landgrave Guillaume IX de Hesse-Cassel.
Entre 1806 et 1813, le château est rebaptisé Napoléonshöhe et sert de résidence à Jérôme, roi de Westphalie.
Après s'être constitué prisonnier lors de la bataille de Sedan durant la guerre franco-allemande, Napoléon III est placé en résidence surveillée au château, où il arrive le 5 septembre 1870 et y demeure jusqu'au 19 mars 1871, lorsqu'il part en exil en Angleterre. L'impératrice Eugénie de Montijo lui rend visite le 30 octobre 1870.
Alors adolescent et étudiant à Cassel, le futur Guillaume II y loge pendant ses études.
Largement endommagé au cours de la Seconde Guerre mondiale, en particulier par les bombardements de Cassel, le château est reconstruit en 1968-1974 sans son dôme central d'origine.

### Musées
Le château abrite aujourd'hui des musées, comme la collection d'antiquités et de peintures, la galerie des maîtres anciens, avec notamment des œuvres d'Albrecht Dürer, Rembrandt et Rubens. 
Quant à la Weißensteinflügel (aile de pierre blanche), elle abrite des meubles des XVIIIe et XIXe siècles.
En juin 2000, l'édifice a été réaménagé afin de donner un nouvel éclat à la galerie des maîtres anciens qu'il abrite, notamment grâce à l'adjonction d'un toit de verre en bâtière.